# Нападение на 13-й участок (фильм, 2005)
«Нападение на 13-й участок» (англ.  Assault on Precinct 13) — остросюжетный боевик 2005 года режиссёра Жана-Франсуа Рише, ремейк одноимённого фильма Джона Карпентера 1976 года.
В главных ролях Итан Хоук и Лоренс Фишберн.
В России премьера прошла 3 февраля 2005 года.

## Сюжет
В полицейском участке № 13 города Детройта готовятся к встрече нового 2005 года. После Нового года участок будет закрыт, и теперь на службе остаются всего двое полицейских: сержант Джейк Роник и сержант Джаспер О’Ши, который сразу после закрытия участка выходит на пенсию. Также вместе с ними Новый год остаётся встречать секретарша Айрис. Вскоре из-за снежной бури в уже фактически неработающий участок прибывает тюремный автобус, в салоне которого, помимо двух конвоиров и трёх мелких преступников, находится задержанный крупный криминальный авторитет Мэрион Бишоп. Ещё спустя некоторое время в компании Роника оказывается его психолог, доктор Алекс Сэбиан, машина которой застряла в нескольких милях от участка.
Полицейские, разместив преступников в изоляторе, весело встречают наступление Нового года. Однако сразу после полуночи участок подвергается атаке со стороны неизвестных лиц. Они хорошо вооружены, подготовлены, и только неожиданно встреченное сопротивление не позволяет им с ходу взять полицейский участок. Проводная и сотовая связь в районе участка блокированы. Вскоре осаждённые полицейские начинают понимать, что цель боевиков — это Бишоп, а сами атакующие — это коррумпированные полицейские во главе с капитаном Маркусом Дювалем. Они опасаются показаний, которые может дать Бишоп и которые могут раскрыть их роль в его преступном бизнесе.
Оборону участка возглавляет Роник. Он решается на отчаянный шаг и вооружает преступников и, в том числе, выдаёт оружие Бишопу. Джаспер всячески отговаривает Роника от такого шага, однако криминальный авторитет показывает себя опытным и хладнокровным бойцом. Сплотившиеся сотрудники правопорядка и нарушители закона дают отпор превосходящим силам нападающих, отбивая следующую атаку. В участок приезжает один из бывших сотрудников — Кевин Капра. Несмотря на все усилия снайперов уничтожить офицера, ему удаётся доехать до дверей участка и попасть внутрь здания. Вместе с тем Бишоп и Роник начинают подозревать, что Капра — «агент» Дюваля, однако затем всё же решают поверить в историю, что он приехал в участок только затем, чтобы поздравить коллег с Новым годом.
Двое преступников, пользуясь суматохой и взорвав тюремный автобус, пытаются бежать, но их уничтожает снайпер. Одновременно, по плану Роника пытаются сбежать на автомобиле Капры и женщины, Анна и Алекс, но им также не дают уйти (причём капитан Дюваль жестоко убивает выстрелом в голову Алекс, которая была захвачена живой и отказалась сообщить продажному копу истинное число людей, держащих оборону участка).
На подмогу штурмовым отрядам Дюваля приходит вертолёт, и тогда оставшиеся в живых уходят через коллектор канализации, который, благодаря Джасперу, обнаружился в подвале. Когда беглецы выходят на поверхность, Бишоп пытается взять в заложники Айрис и скрыться, но тут их окружают люди Дюваля. Это была ловушка, так как сержант Джаспер (а не Капра) также оказался продажным полицейским. Тем не менее, Бишоп неожиданно взрывает световую гранату и дезориентирует противника. Ему, Ронику, Капре и Айрис удаётся скрыться. В результате перестрелки в лесу Бишоп оказался ранен. В финальной схватке Роник убивает Дюваля, но и сам получает ранение в ногу. Роник даёт Бишопу скрыться в лесу, а прибывшим, наконец, полицейским он говорит, что был в лесу один.

## В ролях
| Актёр          | Роль                  |
| -------------- | --------------------- |
| Итан Хоук      | сержант Джейк Роник   |
| Лоренс Фишберн | Марион Бишоп          |
| Гэбриэл Бирн   | капитан Маркус Дюваль |
| Мария Белло    | доктор Алекс Сэбиан   |
| Дреа де Маттео | Айрис Ферри           |
| Джон Легуизамо | Бек                   |
| Брайан Деннехи | сержант Джаспер О’Ши  |
| JaRule         | Смайли                |
| Карри Грэм     | Майк Кахане           |
| Аиша Хиндс     | Анна                  |
| Мэтт Крэйвен   | офицер Кевин Капра    |
| Фульвио Чечере | Рэй Портноу           |
| Питер Брайант  | лейтенант Холлоуэй    |
| Ким Коутс      | офицер Розен          |
| Хью Диллон     | Тони                  |
| Тиг Вонг       | Дэнни Барберо         |
| Жасмин Гейло   | Марко                 |
| Джессика Греко | Корэл                 |
| Дориан Хэрвуд  | офицер Гил            |